# Zitzak

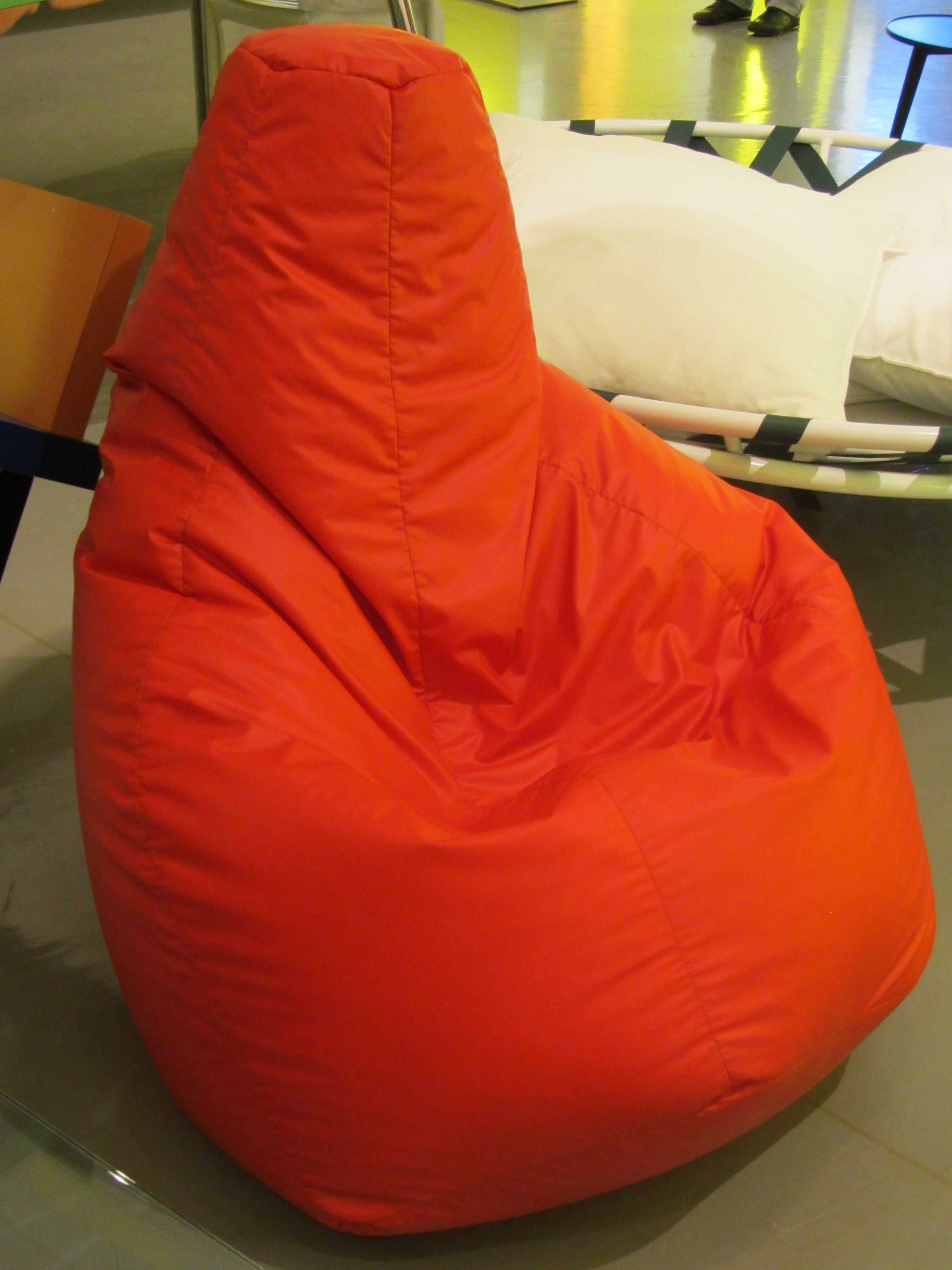
De Sacco (1968)

Een zitzak is een flexibel meubelstuk bestaande uit een omhulsel dat met korrels van kunststof of zaagsel is gevuld. De zak voegt zich naar het lichaam dat erop zit, wat een comfortabel gevoel geeft, al wordt soms geklaagd dat de zitzak onvoldoende steun aan de rug geeft en bij langdurig gebruik tot rugklachten leidt. Ook kan, afhankelijk van het vullingsmateriaal, de zitzak hinderlijke geluiden produceren als een andere positie aangenomen wordt.

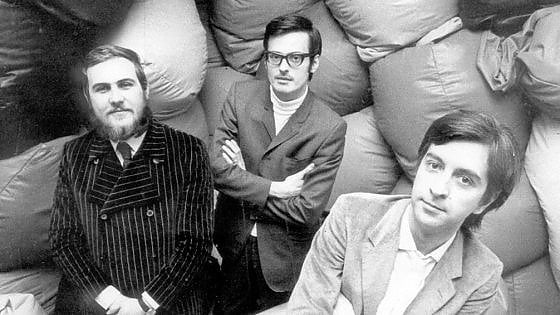
Pietro Gatti, Cesare Paolini en Franco Teodoro, ontwerpers van de Sacco

De eerste zitzak, de Sacco, werd ontworpen door de Italianen Piero Gatti (1940-2017), Cesare Paolini (1937-1983) en Franco Teodoro (1939-2005). Hij werd in 1968 door Zanotto in Milaan in productie genomen. Dit meubel wordt met zijn onconventionele en ongecompliceerde vormgeving wel als symbool gezien voor de binnenhuismode van de jaren zeventig.